# Sarothroceras alluaudi
Sarothroceras alluaudi är en fjärilsart som beskrevs av Paul Mabille 1889. Sarothroceras alluaudi ingår i släktet Sarothroceras och familjen nattflyn. Inga underarter finns listade.